# Frövi köping
Denna artikel handlar om den tidigare kommunen Frövi köping. För orten se Frövi.
Frövi köping var en tidigare kommun i Örebro län.

## Administrativ historik
1955 bildades Frövi köping genom ombildning av Näsby landskommun, där Frövi municipalsamhälle inrättats  19 november 1914. 1971 uppgick köpingen i den nybildade Lindesbergs kommun.
Köpingen hörde till Näsby församling.

## Kommunvapen
Blasonering: Sköld, kluven av blått, vari tre bjälkar av guld, och av silver, vari en stolpvis ställd blå stock med utskjutande, avhuggna grenar.
Vapnet fastställdes 1954.

## Befolkningsutveckling
| Befolkningsutvecklingen i Frövi köping 1955–1970 | Befolkningsutvecklingen i Frövi köping 1955–1970 | Befolkningsutvecklingen i Frövi köping 1955–1970 | Befolkningsutvecklingen i Frövi köping 1955–1970 | Befolkningsutvecklingen i Frövi köping 1955–1970 |
| --- | ------------------------------------------------ | ------------------------------------------------ | ------------------------------------------------ | ------------------------------------------------ |
| |                                                  |                                                  |                                                  |                                                  |
| År |                                                  |                                                  | Folkmängd                                        |                                                  |
| 1955 | 1955                                             |                                                  | 2 673                                            |                                                  |
| 1960 | 1960                                             |                                                  | 2 909                                            |                                                  |
| 1965 | 1965                                             |                                                  | 3 100                                            |                                                  |
| 1970 | 1970                                             |                                                  | 3 096                                            |                                                  |
| Anm: 1955 avser den kyrkobokförda befolkningen den 31 december enligt den administrativa indelningen den 1 januari följande år. 1960 & 1965 avser befolkning enligt folkräkning den 1 november enligt den administrativa indelningen den 1 januari följande år. 1970 avser befolkning enligt folkräkning den 1 november 1970 i det område som köpingen omfattade när den uppgick i Lindesbergs kommun 1 januari 1971. |                                                  |                                                  |                                                  |                                                  |

## Geografi
Efter nymätningar och arealberäkningar färdiga den 1 januari 1960 omfattade köpingen den 1 januari 1961 en areal av 68,54 km², varav 58,52 km² land.

### Tätorter i kommunen 1960
I Frövi köping fanns tätorten Frövi, som hade 2 174 invånare den 1 november 1960. Tätortsgraden i köpingen var då 74,7 procent.

## Politik

### Mandatfördelning i valen 1958-1966
| 12 | 4 | 3 | 3 |

| 18 | 4 |

| 13 | 4 | 3 | 2 |

| 17 | 5 |

| 12 | 4 | 3 | 1 | 2 |

| 16 | 6 |